# Hällkistorna i Göteryds socken

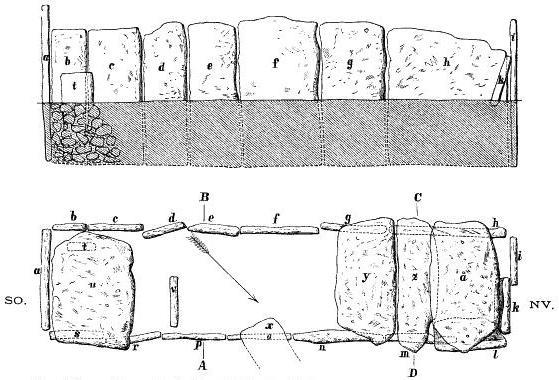
Liknande hällkista från Nöbbele socken.

I regionen kring Göteryds socken finns en av Sveriges rikaste förekomster av hällkistor. Det är en typ av monumentala gravar från yngre stenåldern . I socknen finns 118 stycken, eller 5 procent av landets 2220 hällkistor som är registrerade i Riksantikvarieämbetets fornminnesregister. Hällkistorna är uppbyggda med en rektangulär gravkammare av stora kantställda block och med liggande hällar som tak. Ibland kan stenkistorna ha inre uppdelningar av stående hällar. Gravkammaren är sedan, helt eller delvis, täckt av ett stenröse.

## Tillkomst
Delar av Kronobergs län verkar ha varit kontinuerligt bebodda från äldre stenålder och genom hela förhistorien, men i Göterydstrakten ser det annorlunda ut. Där verkar det som att hällkistorna och fynden är resultatet av invandring och bebyggelseexpansion under yngre stenåldern. Om det verkligen förhållit sig så är osäkert eftersom det finns spår av äldre bebyggelse utmed stränderna, som visar att landskapet användes även under äldre stenåldern. Trots det kan man inte räkna med att där funnits någon kontinuerlig, äldre stenåldersbebyggelse inom Göterydsområdet, på samma sätt som exempelvis utmed Lagans och Mörrumsåns vattensystem. Att större delar av inlandet togs i anspråk under bondestenåldern går att se i stora delar av de nordiska länderna. Den processen blir dock extra tydlig i Göteryd, eftersom bebyggelsen blommar upp under cirka 650 år, innan den tycks försvinna från platsen under början av bronsåldern. Fynden av stenålderns föremål och redskap i Göteryd, visar att jägarstenålderns boplatser främst låg utmed stränderna. Under bondestenålderns verkar boplatserna istället ha förlagts på höjderna och sluttningarna intill sjöarna och vattendragen. Förändringen av bosättningarna från strandnära till mer uppdragna lägen har antagligen olika orsaker. Det kan vara ett tecken på att man ville bo i anslutning till den bästa odlings- och betesmarken, eller att den varierande terrängen gav bättre möjligheter för en bred ekonomisk bas. Området kring sjön Römningen, som är en del av Göteryd socken, är till följd av hällkistorna klassat som ett riksintresse för Kulturmiljövården.